# كلة درة (زهرا السفلى)
کلة درة (بالفارسية: کله دره) هي قرية تقع في إيران في Zahray-ye Pain Rural District. يقدر عدد سكانها بـ 962 نسمة .